# Rebecca Kabugho
Rebecca Kabugho (Goma, 4 de septiembre de 1994), es una militante política congoleña, miembro del principal movimiento ciudadano de la RDC Lucha por el cambio (LUCHA). Arrestada en febrero  de 2016 por haberse manifestado por la organización de elecciones en su país. A la edad de 22 años, es la más joven prisionera política del mundo.

## Biografía
Militante de Lucha por el cambio (LUCHA), un movimiento de jóvenes que a imagen del 15-M español reclama libertad en el país y pide un mayor respeto de la democracia, las libertades fundamentales y la Constitución en la República Democrática del Congo. Kabugho fue arrestada por primera vez en marzo de 2015 durante una manifestación para exigir la liberación de activistas que habían sido detenidos por la agencia de inteligencia nacional congoleña. Estaban planeando una manifestación para pedir al expresidente Joseph Kabila que respetase la Constitución y celebrara elecciones al final de su mandato. En ese momento, los medios internacionales describieron a Kabugho como «la presa política más joven del mundo». Fue arrestada más de una docena de veces durante protestas pacíficas y torturada por la policía y los servicios de seguridad del estado que estaban en contra del activismo de LUCHA. Ha coorganizado más de 150 protestas pacíficas para exigir a las autoridades políticas y administrativas acceso a agua potable, caminos pavimentados, educación gratuita y mejorar las condiciones de vida de la población. Fue a la cárcel por una pancarta en la que recordaba a sus compatriotas que podían ganar "el combate de la democracia y las elecciones".
A Kabugho la detuvieron el 16 de febrero cuando ella y otros cinco militantes preparaban en su ciudad, Goma, una jornada de "ciudad muerta” (huelga general). Querían recordarle a Joseph Kabila, el presidente congoleño, que la Constitución le obliga a abandonar el cargo el 19 de diciembre, tras su segundo y último mandato. Desde 2014, el régimen no ha dejado de maniobrar para retrasar las elecciones presidenciales y así, sin comicios ni sucesor, ofrecer a Kabila un tercer e ilegal mandato. El arresto y la condena de seis meses la obligaron a abandonar sus estudios, que luego pudo reanudar y terminar en una carrera de obstáculos que consistía en amenazas, intimidación, acusaciones injustas y una docena de arrestos. 
Estudió Psicología, se graduó en julio de 2019 con una licenciatura en psicología clínica de la Universidad Libre de los Países de los Grandes Lagos en Goma. 
Kabugho además de coordinadora de una organización sin fines de lucro que creó después de su encarcelamiento, TENDO, que trabaja con presos, especialmente mujeres. 
El compromiso inquebrantable de Kabugho le ha permitido darse a conocer incluso fuera del Congo. En marzo de 2017, recibió el premio internacional a las Mujeres de Coraje, gracias al cual las mujeres de todo el mundo son recompensadas todos los años por mostrar coraje, fortaleza y liderazgo y continúa promoviendo los derechos humanos, la democracia y una sociedad más justa.

En 2020 ha comenzado a colaborar con un artista congoleño que vive en París, Yves Mwabmam, y ambos sueñan con completar y llevar a cabo un espectáculo teatral que habla sobre la lucha no violenta en el Congo. La lucha continúa en diferentes formas, pero el objetivo es siempre el mismo: 
Hacer de la República Democrática del Congo un nuevo país en el que la justicia social y la dignidad humana puedan reinar, en el que los hijos e hijas del país puedan enorgullecerse de ser parte de él, un Congo que promueve la dignidad de sus comunidades y que haga emerger el país en el corazón del desarrollo de África y el mundo.

## Premios y reconocimientos
El 29 de marzo de 2017, recibió el premio internacional a las Mujeres de Coraje de la primera dama de Estados Unidos Melania Trump y el secretario de Estado de Asuntos Políticos Thomas A. Shannon.